# Суэйн, Джин
Джин Эдэ́йр Суэ́йн (англ. Jean Adair Swain, 12 августа 1923 — 17 июля 2000, Порт-Уошингтон, Нью-Йорк, США) — американская певица.
Родилась в Нью-Йорке, выросла в Порт-Вашингтоне, Лонг-Айленд, где окончила среднюю школу в возрасте шестнадцати лет. Она имела музыкальный талант — виртуозно играла на виолончели в музыкальных группах и камерных оркестрах. Джин занималась аранжировкой, писала музыку и преподавала. Также она была пианисткой.
В 1945 году Джин Суэйн получила степень в музыкальном Колледже Смита, где она была членом-учредителем и организатором «Smithereens», музыкальной группы.
В 1946 году она и её сестра, Нэнси Суэйн Овертон, основали вокальный квартет «Heathertones» с Биксом Брентом и Паули Скиндловом (которого позже заменила Марианна МакКормик).
После того, как «Heathertones» распался, Джин решила сделать карьеру в производстве документальных фильмов сообща с Робертом Дрю, где сама принимала участие в съёмках фильмов.
В 1988 году она решила присоединиться к своей сестре Нэнси (тогда уже участнице коллектива «The Chordettes»). Джин надеется принять участие в квартете, популярной песней которого тогда был «Mr. Sandman». Линн Эванс была первоначальным членом этой группы и Нэнси пела с ними в течение четырёх лет. Завершением четвёрки была Дорис Альберти, которая долгое время была певицей в стиле «barbershop musuc». «The Chordettes» выступали в Радио Сити Мюзик-холл, Нассау Ветеранз Мемориал Колизеум и гастролировали с Эдди Арнольдом.
В 1997 году группа распалась и Джин вернулась к виолончели и игре в камерных ансамблях и оркестрах.